# Comblain-au-Pont
Comblain-au-Pont é um município da Bélgica localizado no distrito de Liège, província de Liège, região da Valônia.

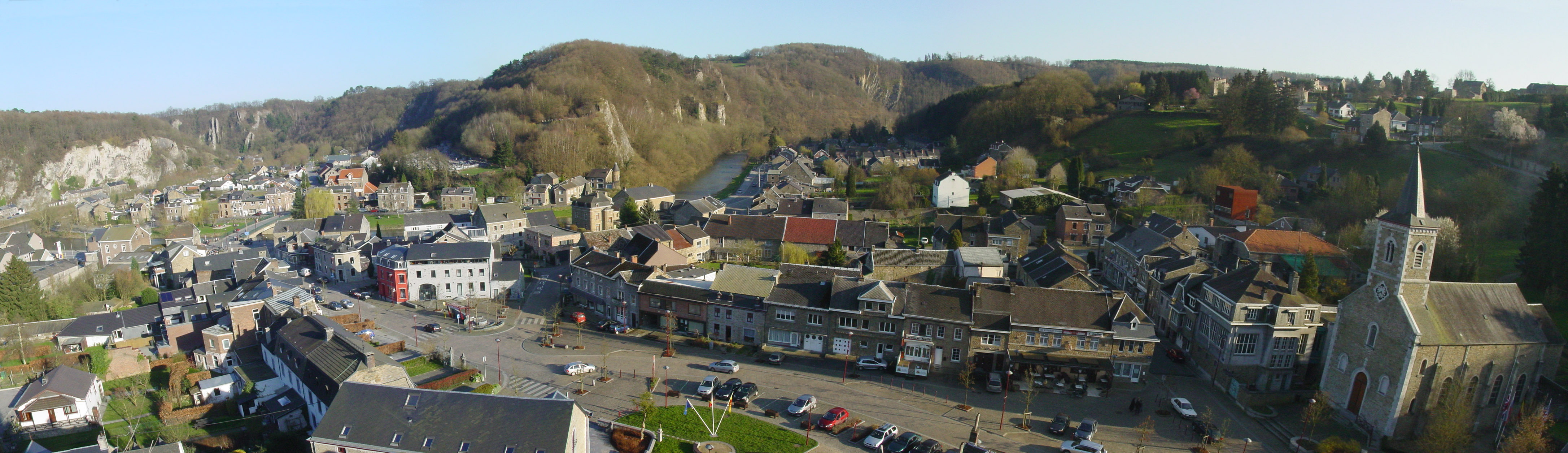
Panorama de Comblain-au-Pont